# Stoffmengenkonzentration
Die Stoffmengenkonzentration (Formelzeichen: c), veraltet auch als Molarität bezeichnet, ist gemäß DIN 1310 eine sogenannte Gehaltsgröße, also eine physikalisch-chemische Größe zur quantitativen Beschreibung der Zusammensetzung von Stoffgemischen/Mischphasen (z. B. Lösungen). Hierbei wird die Stoffmenge einer betrachteten Mischungskomponente auf das Gesamtvolumen der Mischphase bezogen.

## Definition und Eigenschaften
Die Stoffmengenkonzentration ci ist definiert als Quotient aus der Stoffmenge ni einer betrachteten Mischungskomponente i und dem Gesamtvolumen V der Mischphase:
{\displaystyle c_{i}={\frac {n_{i}}{V}}}
Alternativ zu der hier verwendeten Indexschreibweise wird auch eine Notation benutzt, bei der die betrachtete Mischungskomponente i in Klammern hinter das Formelzeichen c gesetzt wird, am Beispiel von Schwefelsäure: c(H2SO4). Eine früher auch übliche Schreibweise bestand darin, die betrachtete Mischungskomponente in eckige Klammern zu setzen: [H2SO4].
Die dem Stoffmengenbegriff zugrunde liegenden „Teilchen“ i sind zu spezifizieren, es können stoffliche Elementarobjekte wie Atome, Moleküle, Ionen oder auch Formeleinheiten sein. Hierbei wird oft angenommen, die betrachtete Mischungskomponente i liege ausschließlich in Form dieser Teilchen vor, die Angabe ignoriert dann also z. B. eine in einer Lösung durch Dissoziation oder Reaktion mit dem Lösungsmittel sich einstellende Gleichgewichtskonzentration, es sei denn, dies wird explizit betrachtet. Zu einer vollständigen Angabe der Stoffmengenkonzentration gehört neben der Speziesangabe i ferner auch die Angabe der Temperatur und evtl. des Drucks (siehe unten), bei Lösungen auch des Lösungsmittels (ist bei Lösungen kein Lösungsmittel angegeben, handelt es sich meist um eine wässrige Lösung).
V ist hierbei das tatsächliche Gesamtvolumen der Mischphase nach dem Mischvorgang, siehe die Ausführungen bei Volumenkonzentration.
Sofern das Stoffgemisch nicht homogen ist, liefert obige Definition nur eine durchschnittliche Stoffmengenkonzentration, in Teilvolumina des Stoffgemisches können dann abweichende Werte auftreten.
Die abgeleitete SI-Einheit der Stoffmengenkonzentration ist mol/m3, in der Praxis üblich ist die Einheit mol/l (= mol/dm3), ggf. wird der Stoffmengeneinheitsteil dabei auch kombiniert mit Dezimalpräfixen (beispielsweise mmol/l).
Bei Nichtvorhandensein der Mischungskomponente i im Stoffgemisch (also wenn ni = 0 mol) ergibt sich der Minimalwert ci = 0 mol/m3. Liegt die Komponente i als unvermischter Reinstoff vor, lässt sich auch für diesen eine Stoffmengenkonzentration ci angeben, siehe das unten stehende Beispiel für Wasser.
Durch Summation der Stoffmengenkonzentrationen aller einzelnen Mischungskomponenten erhält man die Gesamtstoffmengenkonzentration des Stoffgemisches.
Eine Verkürzung der Benennung „Stoffmengenkonzentration“ für die Größe c zum Wort „Konzentration“ wird in der Norm DIN 1310 nicht empfohlen. Ebenso wenig sollten die Benennungen der anderen Konzentrationsgrößen Massenkonzentration β, Teilchenzahlkonzentration C und Volumenkonzentration σ zum Wort Konzentration verkürzt werden.
Die Benennungen „Molarität“ (nicht zu verwechseln mit der eigenständigen Gehaltsgröße Molalität), „molare Konzentration“ oder „Molkonzentration“ für die Stoffmengenkonzentration und die Bezeichnung „molar“ bzw. das Symbol „ᴍ“ (zu unterscheiden vom Symbol M für das SI-Dezimalpräfix „Mega“ sowie dem Formelzeichen M für die molare Masse) für die Einheit mol/l sind nicht normgerecht, aber noch häufig in Gebrauch. „Molar“ ist in diesem Zusammenhang zu vermeiden, weil einerseits ein Adjektiv als Einheitenbezeichnung aus dem Rahmen des SI fällt und andererseits nach allgemeiner Regel unter einer molaren Größe eine auf die Stoffmenge bezogene Größe verstanden wird, also ein Größenquotient, bei dem die Größe Stoffmenge im Nenner steht (beispielsweise molare Masse, molares Volumen, molare Reaktionsenthalpie, molare Wärmekapazität). Bei der Stoffmengenkonzentration steht aber die Stoffmenge im Zähler, es handelt sich vielmehr um eine volumenbezogene Größe. Anstelle zu vermeidender, veralteter Darstellungsweisen wie z. B. bei einer Salzsäure (wässrige Lösung von Chlorwasserstoff HCl) die Schreibweisen „2,5-molare Salzsäure“ oder „2,5 ᴍ HCl“ sollte die Angabe der Stoffmengenkonzentration mittels einer Größengleichung wie „Salzsäure, cHCl = 2,5 mol/l“ oder mittels einer entsprechenden Kurzform wie „HCl, 2,5 mol/l“ erfolgen.

## Temperatur- und Druckabhängigkeit
Die Stoffmengenkonzentrationen für ein Stoffgemisch gegebener Zusammensetzung sind – wie alle volumenbezogenen Gehaltsgrößen (Konzentrationen, Volumenanteil, Volumenverhältnis) – von der Temperatur abhängig, bei Gasgemischen auch vom Druck (bei flüssigen und festen Mischphasen kann die Druckabhängigkeit im Allgemeinen vernachlässigt werden), sodass zu einer eindeutigen Angabe daher auch die Nennung der zugehörigen Temperatur (ggf. auch des Drucks) gehört. Im Regelfall verursacht eine Temperaturerhöhung eine Vergrößerung des Gesamtvolumens V der Mischphase (Wärmeausdehnung), was bei gleichbleibenden Stoffmengen zu einer Verringerung der Stoffmengenkonzentrationen der Mischungskomponenten führt. Umgekehrt bewirkt eine Abkühlung zumeist eine Volumenkontraktion der Mischphase und somit eine Vergrößerung der Stoffmengenkonzentrationen der Mischungskomponenten.
Da schon der Wechsel von Raumtemperatur zu Kühlschranktemperatur oder umgekehrt die Stoffmengenkonzentration einer Lösung verfälschen kann, sollte der Temperatureinfluss auf die Stoffmengenkonzentration in der Laborpraxis beachtet werden, da der Effekt im Hinblick auf die angestrebte Genauigkeit nicht vernachlässigbar ist. Das Ausmaß hängt einerseits ab von der Größe des zu betrachtenden Temperaturunterschieds, andererseits von der Größe des Raumausdehnungskoeffizienten γ der Mischphase (letzterer fällt bei Lösungsmitteln wie Aceton, Ethanol oder Methanol deutlich größer aus als bei Wasser). Eine exakte Korrekturrechnung für die Temperaturabhängigkeit der Stoffmengenkonzentration wird meist nicht durchgeführt, da hierfür der Raumausdehnungskoeffizient γ der Mischphase mit seiner eigenen Temperaturabhängigkeit genau bekannt sein muss. Eine überschlägige Abschätzung kann aber z. B. für verdünnte Lösungen und nicht zu große Differenzen zwischen Referenztemperatur T1 und Vergleichstemperatur T2 folgendermaßen vorgenommen werden (Verwendung des als temperaturunabhängig angenommenen Raumausdehnungskoeffizienten γ des Lösungsmittels):
{\displaystyle c_{i,T_{2}}\approx {\frac {c_{i,T_{1}}}{1+\gamma \cdot (T_{2}-T_{1})}}}
Hieraus ergibt sich beispielsweise, dass bei einer Abkühlung von 30 °C auf 10 °C einer verdünnten Lösung des Stoffes i dessen Stoffmengenkonzentration ci nur um etwa 0,5 % beim Lösungsmittel Wasser bzw. um etwa 2–3 % bei den Lösungsmitteln Aceton, Ethanol oder Methanol ansteigt. Durch Einhaltung einer konstanten Temperatur beim Arbeiten mit Lösungen kann das Problem von vornherein vermieden werden. Ist dies nicht zu gewährleisten, kann bei hohen Anforderungen an die Genauigkeit auch auf massenbezogene Gehaltsgrößen wie z. B. die spezifische Partialstoffmenge ausgewichen werden.
Für Mischungen idealer Gase lässt sich aus der allgemeinen Gasgleichung ableiten, dass die Stoffmengenkonzentration ci einer Mischungskomponente i proportional zu deren Partialdruck pi und umgekehrt proportional zur absoluten Temperatur T ist (R = universelle Gaskonstante):
{\displaystyle c_{i}={\frac {p_{i}}{R\cdot T}}}

## Zusammenhänge mit anderen Gehaltsgrößen
In der folgenden Tabelle sind die Beziehungen der Stoffmengenkonzentration ci mit den anderen in der DIN 1310 definierten Gehaltsgrößen in Form von Größengleichungen zusammengestellt. Dabei stehen die mit einem Index versehenen Formelzeichen M bzw. ρ für die molare Masse bzw. Dichte (bei gleichem Druck und gleicher Temperatur wie im Stoffgemisch) des jeweiligen durch den Index bezeichneten Reinstoffs. Das Formelzeichen ρ ohne Index repräsentiert die Dichte der Mischphase. Der Index z dient als allgemeiner Laufindex für die Summenbildungen (Betrachtung eines allgemeinen Stoffgemisches aus insgesamt Z Komponenten) und schließt i mit ein. NA ist die Avogadro-Konstante (NA ≈ 6,022·1023 mol−1).
|                           | Massen-…                                                                     | Stoffmengen-…                                                                               | Teilchenzahl-…                                                                              | Volumen-… |
| ------------------------- | ---------------------------------------------------------------------------- | ------------------------------------------------------------------------------------------- | ------------------------------------------------------------------------------------------- | --- |
| …-anteil                  | Massenanteil w                                                               | Stoffmengenanteil x                                                                         | Teilchenzahlanteil X                                                                        | Volumenanteil φ |
| …-anteil                  | {\displaystyle c_{i}={\frac {w_{i}\cdot \rho }{M_{i}}}}                      | {\displaystyle c_{i}={\frac {x_{i}\cdot \rho }{\sum _{z=1}^{Z}(x_{z}\cdot M_{z})}}}         | {\displaystyle c_{i}={\frac {X_{i}\cdot \rho }{\sum _{z=1}^{Z}(X_{z}\cdot M_{z})}}}         | {\displaystyle c_{i}={\frac {\varphi _{i}\cdot \rho _{i}\cdot \rho }{M_{i}\cdot \sum _{z=1}^{Z}(\varphi _{z}\cdot \rho _{z})}}} |
| …-konzentration           | Massenkonzentration β                                                        | Stoffmengenkonzentration c                                                                  | Teilchenzahlkonzentration C                                                                 | Volumenkonzentration σ |
| …-konzentration           | {\displaystyle c_{i}={\frac {\beta _{i}}{M_{i}}}}                            | {\displaystyle c_{i}}                                                                       | {\displaystyle c_{i}={\frac {C_{i}}{N_{\mathrm {A} }}}}                                     | {\displaystyle c_{i}={\frac {\sigma _{i}\cdot \rho _{i}}{M_{i}}}}                                                               |
| …-verhältnis              | Massenverhältnis ζ                                                           | Stoffmengenverhältnis r                                                                     | Teilchenzahlverhältnis R                                                                    | Volumenverhältnis ψ |
| …-verhältnis              | {\displaystyle c_{i}={\frac {\rho }{M_{i}\cdot \sum _{z=1}^{Z}\zeta _{zi}}}} | {\displaystyle c_{i}=r_{ij}\cdot c_{j}={\frac {\rho }{\sum _{z=1}^{Z}(r_{zi}\cdot M_{z})}}} | {\displaystyle c_{i}=R_{ij}\cdot c_{j}={\frac {\rho }{\sum _{z=1}^{Z}(R_{zi}\cdot M_{z})}}} | {\displaystyle c_{i}={\frac {\rho _{i}\cdot \rho }{M_{i}\cdot \sum _{z=1}^{Z}(\psi _{zi}\cdot \rho _{z})}}}                     |
| Quotient Stoffmenge/Masse | Molalität b                                                                  | Molalität b                                                                                 |                                                                                             | |
| Quotient Stoffmenge/Masse | {\displaystyle c_{i}={\frac {b_{i}\cdot \rho }{M_{i}\cdot b_{i}+1}}}         |                                                                                             |                                                                                             | |
| Quotient Stoffmenge/Masse | spezifische Partialstoffmenge q                                              |                                                                                             |                                                                                             | |
| Quotient Stoffmenge/Masse | {\displaystyle c_{i}=q_{i}\cdot \rho }                                       |                                                                                             |                                                                                             | |

Die in vorstehender Tabelle in den Gleichungen beim Stoffmengenanteil x und Teilchenzahlanteil X auftretenden Nenner-Terme sind gleich der mittleren molaren Masse {\displaystyle {\overline {M}}} des Stoffgemisches und können entsprechend ersetzt werden:
{\displaystyle \sum _{z=1}^{Z}(x_{z}\cdot M_{z})=\sum _{z=1}^{Z}(X_{z}\cdot M_{z})={\overline {M}}}

## Rechenbeispiele

### Verdünnte Schwefelsäure
Gegeben sei eine verdünnte wässrige Lösung von Schwefelsäure H2SO4 bei 20 °C, welche in einem Volumen V von 3 Litern eine Masse m an reiner Schwefelsäure von 235,392 Gramm enthält. Aus diesen Angaben lässt sich zunächst die Massenkonzentration β der Schwefelsäure berechnen:
{\displaystyle \beta _{\mathrm {H_{2}SO_{4}} }={\frac {m_{\mathrm {H_{2}SO_{4}} }}{V}}={\frac {235{,}392\ \mathrm {g} }{3\ \mathrm {l} }}=78{,}464\ \mathrm {g\cdot l^{-1}} }
Mit Hilfe der molaren Masse M von Schwefelsäure (98,08 g/mol) folgt daraus, dass die Lösung eine Stoffmengenkonzentration an H2SO4 von 0,8 mol/l aufweist (nicht normgerechte Angabe: „0,8-molare (0,8 ᴍ) wässrige Schwefelsäurelösung“):
{\displaystyle c_{\mathrm {H_{2}SO_{4}} }={\frac {\beta _{\mathrm {H_{2}SO_{4}} }}{M_{\mathrm {H_{2}SO_{4}} }}}={\frac {78{,}464\ \mathrm {g\cdot l^{-1}} }{98{,}08\ \mathrm {g\cdot mol^{-1}} }}=0{,}800\ \mathrm {mol\cdot l^{-1}} }

### Rohrzuckerlösung
Gegeben sei eine verdünnte wässrige Lösung von Rohrzucker (Saccharose C12H22O11) bei 20 °C mit einer Teilchenzahl N an Saccharosemolekülen von 3,6132·1018 in einem Lösungsvolumen V von 2 Kubikzentimetern (Millilitern).  Aus diesen Angaben lässt sich zunächst die Teilchenzahlkonzentration C der Saccharose berechnen:
{\displaystyle C_{\mathrm {Saccharose} }={\frac {N_{\mathrm {Saccharose} }}{V}}={\frac {3{,}6132\cdot 10^{18}}{0{,}002\ \mathrm {l} }}=1{,}8066\cdot 10^{21}\ \mathrm {l^{-1}} }
Mit Hilfe der Avogadro-Konstante NA folgt daraus, dass die Lösung eine Stoffmengenkonzentration an Saccharose von 0,003 mol/l aufweist (nicht normgerechte Angabe: „3-millimolare (3 mᴍ) wässrige Saccharoselösung“):
{\displaystyle c_{\mathrm {Saccharose} }={\frac {C_{\mathrm {Saccharose} }}{N_{\mathrm {A} }}}={\frac {1{,}8066\cdot 10^{21}\ \mathrm {l^{-1}} }{6{,}022\cdot 10^{23}\ \mathrm {mol^{-1}} }}=3{,}00\cdot 10^{-3}\ \mathrm {mol\cdot l^{-1}} }

### Reines Wasser
Auch einem Reinstoff wie beispielsweise reinem Wasser H2O lässt sich eine Stoffmengenkonzentration c zuordnen. Da der Massenanteil w in diesem Fall 1 = 100 % ist, ergibt sich mit der bekannten Dichte ρ von Wasser bei 20 °C und der molaren Masse M von Wasser (18,015 g/mol) für die Stoffmengenkonzentration c von Wasser bei 20 °C:
{\displaystyle c_{\mathrm {H_{2}O} }={\frac {w_{\mathrm {H_{2}O} }\cdot \rho }{M_{\mathrm {H_{2}O} }}}={\frac {1\cdot 998{,}2\ \mathrm {g\cdot l^{-1}} }{18{,}015\ \mathrm {g\cdot mol^{-1}} }}=55{,}41\ \mathrm {mol\cdot l^{-1}} }